# Sobotka (stacja kolejowa)
Sobotka – stacja kolejowa w miejscowości Sobotka, w kraju hradeckim, w Czechach. Jest ważnym węzłem kolejowym o znaczeniu regionalnym. Znajduje się na wysokości 290 m n.p.m.
Jest zarządzana przez Správę železnic. Na stacji nie ma możliwości zakupu biletów, a obsługa podróżnych odbywa się w pociągu.

## Linie kolejowe
- 064 Mladá Boleslav - Stará Paka